# Ectatina irrorata
Ectatina irrorata là một loài bọ cánh cứng trong họ Cerambycidae.